# Bofors Carl Gustav
Pour les articles homonymes, voir Carl Gustav.

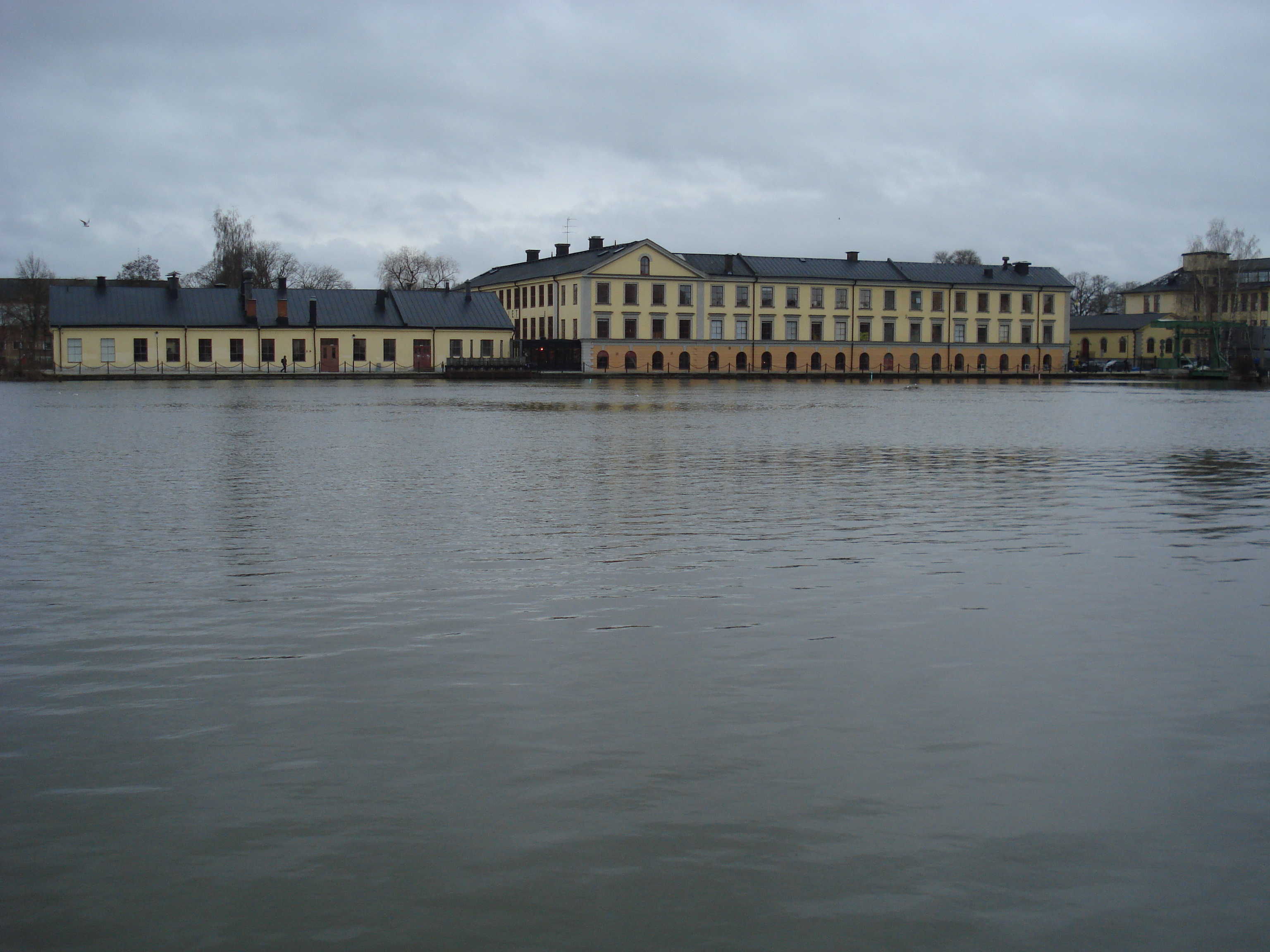
La fabrique d'Eskilstuna

Bofors Carl Gustav est un fabricant d'armes suédois appartenant à Bofors.

## Histoire
Carl Gustafs Stads Gevärsfaktori ("Fabrique de carabine de Eskilstuna") fut fondée en 1812 comme fabrique nationale. Avec Husqvarna, elle a fourni des armes à l'armée suédoise pendant près de deux siècles. 
Entre 1943 et 1991, l'usine était sous contrôle étatique par l'agence Förenade Fabriksverken (FFV).
En 1970, Husqvarna a vendu la division des armes personnelles à FFV.
Cette manufacture a créé le fusil anti-tank Carl Gustav M2, et le pistolet mitrailleur Carl Gustav M45.